# Grekland och eurosamarbetet
Grekland har euron som valuta sedan den 1 januari 2001. Euron är Europeiska unionens officiella valuta, som används i många av Europeiska unionens medlemsstater och ett antal andra stater utanför unionen. De länder som använder euron kallas gemensamt för euroområdet. De lägre valörerna av euron utgörs av mynt, medan de högre valörerna utgörs av sedlar. Euromynten har en gemensam europeisk sida som visar värdet på myntet och en nationell sida som visar en symbol vald av den medlemsstat där myntet präglades. Varje medlemsstat har således en eller flera symboler som är unika för just det landet.
För bilder av den gemensamma sidan och en detaljerad beskrivning av mynten, se artikeln om euromynt.
De grekiska euromynten är formgivna av Georgios Stamatopoulos. De mindre valörerna avbildar fartyg: ett välutvecklat atenskt fartyg, ett fartyg som användes under Greklands självständighetskrig (1821-27) respektive ett modernt lastfartyg för öppet hav. De andra centmynten präglas istället av berömda greker: Rigas Velestinlis-Feros (1757-1798), Ioannis Capodistras (1776-1831) respektive Eleftherios Venizelos (1864-1936). 1- och 2-euromynten präglas av grekisk historia och mytologi: bilden på en uggla vars ursprung är från ett fyradrachmamynt från 500-talet f.Kr. respektive en mosaiktavla över myten om att från 200-talet i Sparta; enligt grekisk mytologi har Zeus tagit en tjurs skepnad och rövat bort jungfrun Europa. 2-euromynten har dessutom en text på kanten: Ελληνική Δημοκρατία (Ellinikí Dimokratía, Republiken Grekland). Samtliga grekiska euromynt pryds också av EU:s tolv stjärnor, den grekiska riksbankens symbol samt det årtal då varje mynt är präglat.
Till skillnad från alla andra euroländer har Grekland valt att inte kalla eurons mindre enhet för cent utan för lepton (λεπτον; plural lepta, λεπτα). Euro skrivs ΕΥΡΩ i Grekland vilket står på 1- och 2-euromynten. Sedlar i den gamla valutan, grekisk drachme, går att växla in fram till 1 mars 2012.
Grekland har präglat en serie mynt och tre versioner av 2-euro jubileumsmynt.